# شوتا تاکاهاشی
شوتا تاکاهاشی (انگلیسی: Shuta Takahashi؛ زادهٔ ۲۷ ژوئیهٔ ۱۹۸۳) بازیکن فوتبال اهل ژاپن است.